# Vincente Minnelli
Vincente Minnelli (nacido Lester Anthony Minnelli; Chicago, 28 de febrero de 1903-Beverly Hills, 25 de julio de 1986) fue un director de cine. Se le considera el padre de los musicales modernos.

## Biografía

### Infancia y primeros años
Lester Anthony Minnelli nació en Chicago (Illinois) y fue el último hijo superviviente de la pareja de Mina Mary Lalouette Le Beau y Vincent Charles Minnelli. Su madre era una canadiense francófona mientras que su abuelo (Vincent Minnelli), era inmigrante siciliano; de ahí su apellido italiano. Pero lo que más destaca de sus primeros años es que vivió y creció en una familia de teatro. De hecho, su padre era el director del Minnelli Brothers' Tent Theater, que cruzaba todo el Medio oeste de los Estados Unidos. Fue así como el pequeño Lester viajaba entre Delaware y Chicago. De todas maneras, no dejó los estudios y eso le permitió entrar en la universidad. 
Una vez graduado, Minnelli trabaja en una sastrería de una viuda en Marshall Fields. Pero pronto deja ese trabajo para buscar una oportunidad en el mundo de la farándula. Ahí empieza un innumerable listado de trabajos relacionados con el mundo del teatro en el Este (asistente de fotografía, ayudante de producción, etc.) hasta llegar a ser director de escenarios en el Radio City Music Hall de Nueva York e, incluso, dirigió algunos musicales en Broadway en 1935.

### Inicios en la industria
En 1937, da el salto al cine. Hace sus primeros trabajos para la Paramount pero no sería hasta conocer al productor de la Metro-Goldwyn-Mayer Arthur Freed cuando ya se instala definitivamente en Hollywood. 
En aquel momento, el panorama del musical (a excepción de las películas de la maravillosa pareja formada por Fred Astaire y Ginger Rogers) era realmente desalentador. Pero Minnelli no perdió la esperanza y empezó a estudiar el funcionamiento de la industria, colaborando en unidades de dirección de Freed de las películas Armonías de juventud (Strike Up the Band, 1940) y Babes on Broadway (1941), con Mickey Rooney o Judy Garland (su futura esposa de 1945 a 1951). El debut como director llegaría con el musical Cabin in the Sky (1943), un film modesto y que pasó discretamente por crítica y público pero que marcó el rumbo de su filmografía como director.

### Consolidación de Minnelli en Hollywood
Después de su debut y con el respaldo de Freed, Minnelli lucha con la MGM y con la propia Judy Garland (por aquel entonces rutilante estrella después del éxito de El mago de Oz) para poder realizar con ella Cita en San Luis (Meet me in Saint Louis). Al final, la llegó a dirigir en 1944 y se convirtió en un absoluto éxito. Y es que el resultado fue un magnífico film en Technicolor y costumbrista (Minnelli era un amante del cine en color y de las películas de época) donde se retrata la vida de la familia Smith y de sus dos románticas hijas. Además, Cita en San Luis dejaba una de sus primeras canciones que pasarán a la posteridad: The Trolley Song. 
El rutilante éxito de Cita en San Luis y su boda con Garland, convierte a Minnelli en uno de los mejores valores de Arthur Freed, que se vio refrendado con la gran aceptación de público que tuvo The clock en 1945, una comedia romántica no musical y que confirma a Minnelli como uno de los directores más versátiles de Hollywood en los 40. Poco después, volvería a triunfar con la versión de Ziegfeld Follies (1946), comprobando que Minnelli es uno de los cineastas más imaginativos y frescos del Hollywood de los 40. 
De todas maneras, sus siguientes dos proyectos no corrieron la misma suerte. Fueron los musicales Yolanda y el ladrón (Yolanda and the Thief, 1945) y El pirata (The Pirate, 1948). no conectaron con el público. En especial, sorprende esta segunda. El pirata dio a conocer a Gene Kelly (con Judy Garland de acompañante) y la canción Be a clown cantada por ambos protagonistas. Pero no fue del agrado ni de la crítica ni del público por considerar un exceso del director.

### Minnelli deja los musicales
A finales de los 40, la relación sentimental entre Garland y Minnelli empezaba a no ser la ideal, y eso a pesar del nacimiento de Liza. Esto unido a los fracasos en taquilla de sus dos proyectos anteriores, hicieron que el director se alejara por un tiempo de los proyectos musicales. 
Los fracasos provocaron que la MGM controlara un poco más sus próximos trabajos. Fue así como creó la nueva versión de Madame Bovary (película de 1949) (1949), un drama romántico. 
De todas maneras, pronto encontró uno de sus mejores filones: el de la comedia. Fue en 1950 cuando rodaría El padre de la novia (Father of the Bride) protagonizado por Spencer Tracy y Elizabeth Taylor como padre e hija respectivamente. La cinta se convierte en una deliciosa película donde se cuenta los traumas de un padre ante la inminente boda de su hija. La película se convierte en un éxito tan espectacular en todo el mundo que Minnelli se ve obligado a realizar la secuela un año más tarde, El padre es abuelo (Father's Little Dividend).

### Nuevos proyectos musicales
Con el crédito recuperado, Minnelli no ha olvidado su auténtica tendencia: los musicales. Nuevamente con la ayuda de Arthur Freed, se embarca en 1951 en el ambicioso Un americano en París (An American in Paris) con Gene Kelly y, por aquel entonces, una desconocida bailarina llamada Leslie Caron como protagonistas, y con George Gershwin como compositor. Un americano en París supone la primera piedra de la concepción moderna del cine musical (búsqueda del espacio más que del decorado y selección pictórica y casi obsesiva de los colores para identificar a los personajes). La escena final de 16 minutos (de carácter onírico) donde Kelly y Caron bailan al igual que lo hace la cámara es el ejemplo sumo de la concepción de Minnelli y también de Kelly, quien llevaría esa idea a su otro gran éxito Cantando bajo la lluvia (Singing in the rain). Todo esto más su éxito en taquilla le valió a la película el Óscar a la mejor película en 1952. 
Después de este proyecto, Minnelli comienza a alternar los musicales con cintas de otro estilo. De hecho, el siguiente es Cautivos del mal (The Bad and the Beautiful, 1952) protagonizado por Kirk Douglas, Lana Turner y Gloria Grahame. Una película que supone dos elementos innovadores en la filmografía del director. La primera es que está filmada en blanco y negro, renunciando a uno de sus principales pilares de su idea como artista: el color. Y el segundo, Minnelli es uno de los primeros directores que realiza un proyecto donde muestra las miserias de la propia industria cinematográfica. 
Un año después, vuelve Minnelli a un proyecto musical Melodías de Broadway 1955 (The Band Wagon, 1953). Una satisfacción doble para el director y Freed: primero porque fue uno de los éxitos de taquilla más importantes de la carrera de Minnelli y segundo porque por fin y después de tantos años, el realizador pudo trabajar con Fred Astaire y Cyd Charisse. Esta combinación hace de Melodías de Broadway 1955 una de las joyas en la historia del género musical.
En la segunda mitad de la década de los 50, sigue la fórmula del artista de alternar películas musicales con comedias o dramas. Todo ello en una imparable producción del director que lanzaba una o dos películas por año. Así llegaría The Long, Long Trailer (1954), Brigadoon (1954), que era una adaptación de un musical de Broadway con Gene Kelly y Cyd Charisse, Un extraño en el paraíso (Kismet, 1955) y Té y simpatía (Tea and Sympathy), una comedia romántica con Deborah Kerr.

### Llega el Óscar
En 1956, llega otra de las películas más recordadas del director, El loco del pelo rojo (Lust for Life). La película muestra la madurez del director en otros formatos que no son los estrictamente musicales. La película representa un drama vital sobre la vida de Vicent Van Gogh (Kirk Douglas) y donde  Minnelli fusiona su propio concepto pictórico de las películas con las del propio pintor holandés, obteniendo de ello una magnífica y majestuosa obra pictórica en movimiento. En este film aparece también Anthony Quinn interpretando a Paul Gauguin quien, a modo de anécdota, a día de hoy sigue siendo el actor que ha ganado un Óscar apareciendo menos en la película de la que está nominado. Quinn tan solo aparece en 9 minutos de los 122 que dura el filme. Aparte de Quinn, El loco del pelo rojo estuvo nominado a tres Óscar más (mejor actor principal -Douglas-, mejor dirección de arte y mejor guion adaptado), pero solo obtuvo el de Quinn. Minnelli no estaba nominado. El Óscar al mejor director se seguía resistiendo. 
Después de la biografía de Van Gogh, Minnelli volvió a su frenético trabajo con Mi desconfiada esposa (Designing Woman, 1957) y Mamá nos complica la vida (The Reluctant Debutante, 1958), obras menores del director pero de gran aceptación del público. 
Pero donde se le abrirían las puertas de la Academia sería con su siguiente producción Gigi (1958). La película narra la vida de un conquistador mujeriego y sus relaciones con una bella colegiala en un París idílico de primeros de siglo y supone un exquisito retrato lleno de colorido y vida. Pero lo más importante de esta película fue el reconocimiento unánime de sus colegas nominando la película a nueve Óscar y consiguiendo las nueve, entre ellas las de Mejor director, Mejor película y Mejor canción (la deliciosa canción interpretada por Maurice Chevalier Thank Heaven for Little Girls). Minnelli entraba ya en el selecto club de los directores oscarizados.
El Óscar catapultó la calidad de los siguientes proyectos de Minnelli, por lo menos a corto plazo. Sus siguientes películas fueron destacables Como un torrente (Some Came Running, 1959) y Con él llegó el escándalo (Home From the Hill, 1960).

### Años de decandencia artística
Con Judy Holliday y Dean Martin en el musical Suena el teléfono (Bells Are Ringing, 1960) tuvo un rotundo fracaso. Lo que no podía intuir Minnelli es que el gusto del público por las obras musicales comenzaba a cambiar (West Side Story es un claro ejemplo). 
Eso precipitó el declive de Minnelli. Las siguientes películas del director fueron Los cuatro jinetes del apocalipsis (The Four Horsemen of the Apocalypse, 1962) y Dos semanas en otra ciudad (Two Weeks in Another Town, 1962). Esta última película describe el declive de Hollywood y, curiosamente, tiene un paralelismo con el del propio realizador. 
Durante los años 60, Minnelli divagó en comedias comercialmente satisfactorias pero de poco interés artístico. El final de su carrera acabó con dos musicales: Vuelve a mi lado (On a Clear Day You Can See Forever, 1970) con Barbra Streisand, y una conmovedora Nina (A Matter of Time, 1976) interpretada por su hija Liza Minnelli y que sería su última película. 
En 1974, publicó sus memorias bajo el título I Remember It Well.

## Filmografía
- Una cabaña en el cielo (1943)
- I Dood It (1943)
- Meet Me in St. Louis (1944)
- The Clock (1945)
- Yolanda y el ladrón (1945)
- Ziegfeld Follies (seis episodios, 1946)
- Undercurrent (1946)
- El pirata (1948)
- Madame Bovary (1949)
- El padre de la novia (1950)
- El padre es abuelo (Father's Little Dividend) (1951)
- Un americano en París (1951)
- Cautivos del mal (1952)
- Tres amores (1953)
- The Band Wagon (1953)
- The Long, Long Trailer (1954)
- Brigadoon (1954)
- La tela de araña (1955)
- Extraño en el paraíso (1955)
- Té y simpatía (1956)
- Lust for Life (1956)
- Designing Woman (1957)
- Mamá nos complica la vida (1957)
- Gigi (1958)
- Como un torrente (1959)
- Con él llegó el escándalo (1960)
- Suena el teléfono (1960)
- Los cuatro jinetes del Apocalipsis (1962)
- Dos semanas en otra ciudad (1962)
- El noviazgo del padre de Eddie (1963)
- Adiós, Charlie (1964)
- Castillos en la arena (1965)
- Vuelve a mi lado (1970)
- Nina (1976)

## Premios y distinciones
Premios Óscar
| Año  | Categoría      | Película              | Resultado |
| ---- | -------------- | --------------------- | --------- |
| 1952 | Mejor director | Un americano en París | Nominado  |
| 1959 | Mejor director | Gigi                  | Ganador   |

Premios BAFTA
| Año  | Categoría      | Película | Resultado |
| ---- | -------------- | -------- | --------- |
| 1960 | Mejor película | Gigi     | Nominado  |